# Mlýn Chlébské
Mlýn Chlébské v obci Chlébské u Skorotic v okrese Žďár nad Sázavou je vodní mlýn, který stojí v jižní části obce na Chlébském potoce. Je chráněn jako nemovitá kulturní památka České republiky.

## Historie
Mlýn s pilou byl postaven před rokem 1630. V roce 1883 byl přestavěn. Roku 1930 byl jeho majitelem František Hájek.

## Popis
Soubor staveb je tvořen poloroubenou patrovou obytnou a výrobní budovou s objektem pily a bedněné stodoly. Mlýnice chátrá.
Voda na vodní kolo vedla náhonem v místech nad mlýnem; náhon je zarostlý. Dochoval se zde přestavěný zbytek lednice. V roce 1930 měl mlýn 1 kolo na vrchní vodu (spád 7,31 m, výkon 7,96 HP).